# Église Sainte-Cécile de Salra
Pour les articles homonymes, voir église Sainte-Cécile.
L'église Sainte-Cécile de Salra est une église romane en ruines située à Oreilla, dans le département français des Pyrénées-Orientales.